# Juli Sandaran i Sambeat
Juli Sandaran i Sambeat (Barcelona, 30 de juny del 1914 - 21 de desembre del 1995) va ser un compositor i pianista de jazz català.

## Biografia
De família culta, el seu pare Josep  fou poeta en occità i català i traductor de l'anglès, mentre que Juli Sandaran es dedicà a la música. Després d'estudiar piano amb Pere Vallribera, i composició amb Antoni Massana i Cristòfor Taltabull, durant un temps es guanyà la vida tocant el piano en sessions de cinema mut al cinema Royal (1929); la seva feina principal, però, fou la de telegrafista. Juli Sandaran es va interessar pel jazz i la improvisació seguint els models de l'època. Va ser un dels iniciadors d'aquest gènere a Catalunya i liderà orquestres, quartets i trios en diferents locals de Barcelona. Així, als anys 30 formà part de l'"Emil Hot Five", un conjunt de jazz constituït al "Hot Club" de Barcelona, format per Sandaran al piano o a l'acordió, Emili Beckman a la veu i la guitarra, el violinista Jaume Vila (Jaume Vilà i Mèlich ?) i també, possiblement, pel pianista Frederic Masmitjà i Dionisio i el violinista i trompetista Josep Puertas. A partir dels anys 60, Juli Sandaran va ser un dels primers pianistes d'una sala mítica a la plaça Reial de Barcelona, el club Jamboree, on coincidí amb el trio de Tete Montoliu, entre d'altres. Va participar en el primer Festival de Jazz de Barcelona (1966), i alternà amb figures del jazz com ara Lou Bennett, Bill Coleman i Stephane Grappelli. Amb 65 anys, el 1979 encara actuava a la Jazz Cava de Terrassa en el grup Jazzom, amb el saxo Pep Bonet, el contrabaix Manel Ortega i el bateria Pau Bombardó, experiència en paral·lel amb el disc homònim.
Com a compositor, va conrear gèneres diversos: cançons, música de cambra per a diferents instruments (duos, trios, quartets), música religiosa, sardanes i música per a teatre i televisió.. També fou responsable d'harmonitzacions i arranjaments de cançons populars.

Tingué dues filles, Eulàlia  i Clara i un fill, Francesc, que també es vinculà al món musical. Un net d'en Juli, Pau Sandaran i Escayola (1976), és compositor i músic, i el 2013 li dedicà l'obra Juli's blues. Big band.
Consta que el 1999 actuava una "Coral Juli Sandaran" i el 2013-2016 un "Sandaran Cello Quartet" tenia existència dins de l'Orquestra Nacional Clàssica d'Andorra.

## Obres
(selecció)
- El brunzir de les abelles (1991), obra de teatre de Rodolf Sirera amb il·lustracions musicals de Juli Sandaran i Jaume Güell[13]
- Una estrella vetllarà, cançó de bressol a quatre veus amb lletra de Pere Quart
- Invenció per a orquestra de cambra, per a flauta, oboè, violins, violes i violoncels
- M'ha deixat, balada per a orquestra, veu i piano amb lletra de Jordi Sarsanedas
- Missa, per a cor
- El Roig i el Blau (1985), comèdia musical amb text de Joan Oliver, per a orquestra de cambra i quartet de vent[14]
- Salve, per a cor, orgue i 3 veus infantils
- Sonatina per a trio de corda (2008)
- Stabat mater, per a cor, orgue i quartet de corda o petita orquestra
- Suite per a dotze violoncels
- Los Tres Reys als peus de Jesús (1935), petit poema per a quatre veus i piano sobre una poesia de Jacint Verdaguer
- Peces musicals a piano per al programa infantil de televisió catalana de TV2 Terra d'escudella (1978)
- Sardanes: Anhel (1995); Aquella barcelonina (1995); Clara d'Assís (1964); La Fontfreda (1952); Signe (1962); Vent de xaloc[15]
- Instrumentació de nadales i cançons populars catalanes, i de la sardana d'Odiló M. Planàs La flama viva

### Edicions
- Quatre peces per a quartet de corda.  Barcelona: Dinsic, 2008. SMN 979-0-69210-528-2.
- El Roig i... el Blau? passatemps en un acte [Taller de 3r curs d'interpretació (opció musical), curs 2002-2003, de l'Institut del Teatre, prof. Ma. Dolors Aldea].  Barcelona: Institut del Teatre, 2003.

### Enregistraments
- Grup Jazzom (Lluis Rambla, piano; Pau Bombardó, bateria; Manel Ortega, contrabaix; Pep Bonet, saxo tenor). Jazzomology.  Barcelona: Edigsa, 1979. UM-2061 Zeleste. Comprèn la peça Jazzomology, de Juli Sandaran
- Quinteto Tropical. Paraiso tropical.  Barcelona: Compañía del Gramófono Odeón, 1944. Comprèn la "guaracha" El embustero, de Juli Sandaran, Elio Llorens Rivero i A. Gilton (Antoni Gil Bao)[nt 4]